# Villers-la-Ville (Bèlgica)
Villers-la-Ville (en való L'Abeye) és un municipi belga del Brabant Való a la regió valona, a la vall del Thyle.
El municipi és el resultat de la fusió, l'1 gener de 1997 dels antics municipis de Marbais, Mellery, Villers, Sart-Dames-Avelines i Tilly.

## Llocs d'interès
- Les ruïnes de l'Abadia de Villers-la-Ville, llistat patrimoni excepcional de Valònia

## Personatges il·lustres
- Joan t'Serclaes de Tilly, comte de Tilly, general mercenari de la Guerra dels Trenta Anys